# Chuyến vận chuyển huyết thanh tới Nome năm 1925

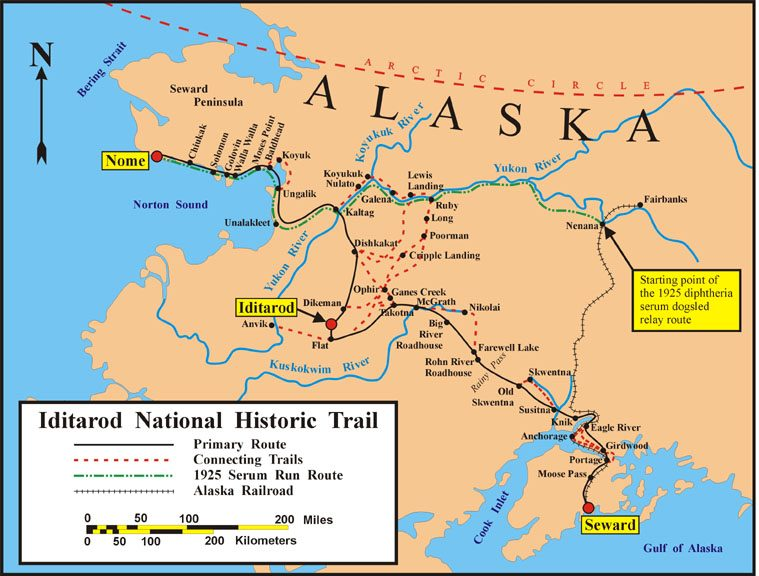
Bản đồ các con đường mòn Iditarod trong lịch sử và hiện tại

Chuyến vận chuyển huyết thanh tới Nome năm 1925, còn được gọi là Cuộc đua Nhân từ Vĩ đại (Great Race of Mercy) và Chuyến vận chuyển huyết thanh (The Serum Run), là một chuyến đi vận chuyển thuốc kháng độc bạch hầu bằng xe chó kéo trên toàn lãnh thổ Alaska thuộc Mỹ bởi 20 tay đua xe chó kéo và khoảng 150 chú chó kéo xe vượt qua 674 dặm (1.085 km) trong năm ngày rưỡi, cứu thị trấn nhỏ Nome và các cộng đồng xung quanh khỏi một dịch bệnh chớm bùng phát.
Cả những tay đua và những chú chó của họ được miêu tả như những anh hùng trên radio — phương tiện truyền thông đại chúng mới mẻ, và tin tức về họ được theo dõi trên trang nhất các tờ báo trên khắp Hoa Kỳ. Balto, chú chó kéo xe dẫn đầu ở đoạn cuối vào Nome, trở thành chú chó thành danh nổi tiếng nhất của thời đại sau Rin Tin Tin, và bức tượng của nó là một danh thắng thu hút khách du lịch nổi tiếng ở cả Công viên Trung tâm của Thành phố New York và trung tâm thành phố Anchorage, Alaska, nhưng Togo mới là chú chó chạy quãng đường dài nhất — 260 dặm, trong khi Balto chạy tầm 55 dặm. Việc công khai tin tức cũng giúp thúc đẩy một chiến dịch tiêm chủng ở Mỹ làm giảm đáng kể mối đe dọa của căn bệnh này.
Chó kéo xe là phương tiện chính của giao thông và thông tin liên lạc trong các cộng đồng vùng cận Bắc Cực trên khắp thế giới, và cuộc đua này như một lời tán dương lớn cuối cùng cũng như sự kiện nổi tiếng nhất trong lịch sử chạy xe chó kéo (mushing), trước khi máy bay đầu tiên xuất hiện vào cuối thập niên 1920 và sau đó là xe máy trượt tuyết trong những năm 1960 đã khiến xe chó kéo gần như bị quên lãng. Cuộc đua Iditarod nổi tiếng thế giới không chỉ được hình thành để kỷ niệm cuộc chạy đua vận chuyển huyết thanh này, mà còn là một cuộc đua mà những người đồng sáng lập hy vọng sẽ đưa những con chó kéo xe quay trở lại làng mạc truyền thống.

## Vị trí và địa lý

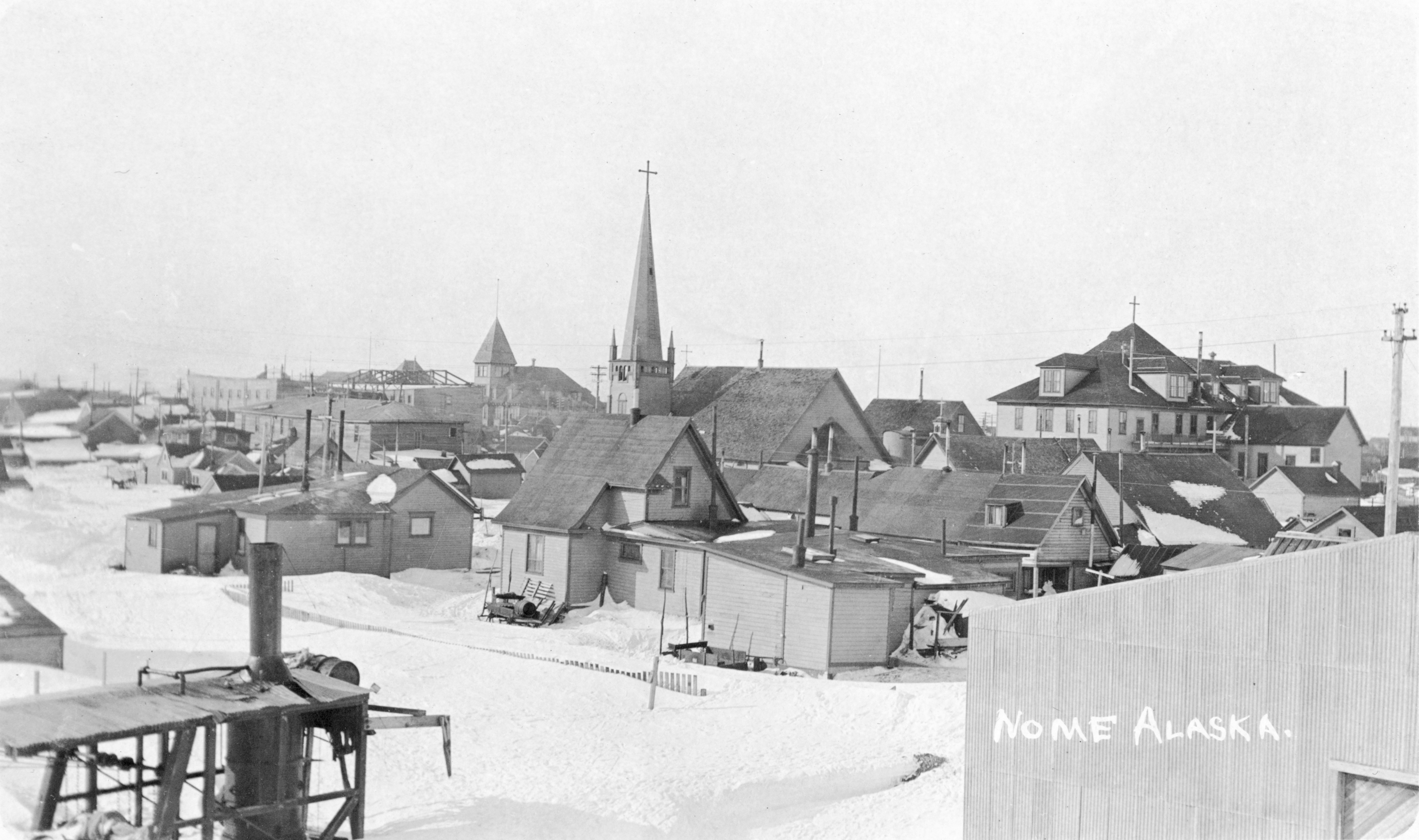
Quang cảnh Nome năm 1916

Nome, Alaska nằm chếch khoảng 2 độ về phía nam của Vòng Bắc Cực, và trong khi số lượng dân cư đã giảm sút đáng kể từ mức đỉnh 20.000 cư dân trong thời kỳ đào vàng, khi bước sang thế kỷ 20, nó vẫn là thị trấn lớn nhất ở miền bắc Alaska vào năm 1925, với 455 người bản địa Alaska và 975 người định cư gốc châu Âu.(tr16) Từ tháng 11 đến tháng 7, bến cảng trên bờ phía nam Bán đảo Seward của Biển Bering bị đóng băng và không thể tiếp cận bằng tàu hơi nước.
Mối liên hệ duy nhất với phần còn lại của thế giới trong mùa đông là Đường mòn Iditarod, kéo dài 938 dặm (1.510 km) từ cảng Seward ở phía nam, qua một số dãy núi và vùng Nội Alaska rộng lớn trước khi đến Nome. Nguồn chính của thư từ và các nhu yếu phẩm cần thiết vào năm 1925 đến từ chó kéo xe, nhưng trong vòng một thập kỷ, các phi công bụi rậm (:en:bush pilot) sẽ trở thành phương thức vận chuyển chủ yếu trong những tháng mùa đông.

## Dịch bệnh bùng phát và sự kêu cứu
Vào mùa đông năm 1924–1925, Curtis Welch là bác sĩ duy nhất ở Nome, một thị trấn dưới 2.000 dân và các cộng đồng xung quanh; ông có bốn y tá hỗ trợ tại bệnh viện Maynard Columbus với sức chứa 25 giường bệnh. Vài tháng trước, Welch đã đặt hàng thêm thuốc chống độc bạch hầu sau khi phát hiện ra rằng toàn bộ lô thuốc tại bệnh viện đã hết hạn. Tuy nhiên, lô hàng thay thế đã không đến được trước khi cảng bị đóng băng vào mùa đông, và nhiều lô thuốc khác không thể được chuyển đến Nome cho đến mùa xuân.(tr33–36)
Vào tháng 12 năm 1924, vài ngày sau khi con tàu cuối cùng rời cảng, Welch đã điều trị cho một vài đứa trẻ căn bệnh mà ông chẩn đoán ban đầu là viêm họng hoặc viêm amidan, ban đầu loại bỏ bệnh bạch hầu vì nó rất dễ lây lan, và ông dự kiến sẽ thấy nhiều triệu chứng hơn trong các thành viên gia đình, hoặc các trường hợp khác xung quanh thị trấn, thay vì một vài trường hợp bị cô lập. Trong vài tuần tiếp theo, khi số ca mắc "viêm amidan" tăng lên và bốn trẻ em tử vong, mà Welch không thể khám nghiệm tử thi, ông ngày càng lo ngại về nguy cơ bệnh bạch hầu.(tr47–48)
Đến giữa tháng 1 năm 1925, Welch chính thức chẩn đoán trường hợp mắc bệnh bạch hầu đầu tiên ở một cậu bé ba tuổi qua đời chỉ hai tuần sau khi bị bệnh lần đầu. Ngày hôm sau, khi một bé gái bảy tuổi xuất hiện các triệu chứng bệnh bạch hầu tương tự, Welch đã cố gắng sử dụng một số thuốc chống độc đã hết hạn để xem liệu nó có còn tác dụng gì không, nhưng cô bé đã qua đời vài giờ sau đó.(tr47–48) Nhận ra rằng một dịch bệnh sắp xảy ra, ngay tối hôm đó, Welch đã gọi cho Thị trưởng George Maynard để sắp xếp một cuộc họp hội đồng thị trấn khẩn cấp.(tr47–48) Hội đồng ngay lập tức thực hiện phong tỏa dịch bệnh. Ngày hôm sau, vào ngày 22 tháng 1 năm 1925, Welch đã gửi các bức điện tín vô tuyến tới tất cả các thị trấn lớn khác ở Alaska để cảnh báo họ về nguy cơ sức khỏe cộng đồng và ông cũng đã gửi một bức điện tín đến Sở Y tế Công cộng Hoa Kỳ ở Washington, DC để xin hỗ trợ. Thông điệp của ông gửi Sở Y tế Công cộng cho biết:
AN EPIDEMIC OF DIPHTHERIA IS ALMOST INEVITABLE HERE STOP I AM IN URGENT NEED OF ONE MILLION UNITS OF DIPHTHERIA ANTITOXIN STOP MAIL IS ONLY FORM OF TRANSPORTATION STOP I HAVE MADE APPLICATION TO COMMISSIONER OF HEALTH OF THE TERRITORIES FOR ANTITOXIN ALREADY STOP THERE ARE ABOUT 3000 WHITE NATIVES IN THE DISTRICT

Tạm dịch:
MỘT DỊCH BỆNH BẠCH HẦU GẦN NHƯ CHẮC CHẮN SẼ XẢY RA TẠI ĐÂY. TÔI CẦN KHẨN CẤP MỘT TRIỆU ĐƠN VỊ THUỐC CHỐNG ĐỘC BẠCH HẦU. BƯU ĐIỆN LÀ HÌNH THỨC VẬN CHUYỂN DUY NHẤT. TÔI CŨNG ĐÃ GỬI ĐƠN YÊU CẦU THUỐC KHÁNG ĐỘC TỚI UỶ VIÊN SỞ Y TẾ CỦA LÃNH THỔ. CÓ KHOẢNG 3000 NGƯỜI DA TRẮNG BẢN ĐỊA Ở TIỂU BANG NÀY.

Mặc dù đã thực hiện cách ly, đã có hơn 20 ca được xác nhận mắc bệnh bạch hầu và ít nhất có thêm 50 ca nghi nhiễm vào cuối tháng 1. Không có chất kháng độc, dự kiến trong dân số khoảng 10.000 người ở khu vực lân cận, tỷ lệ tử vong có thể lên tới gần 100%. Một đại dịch cúm trước đây của cái gọi là "Cúm Tây Ban Nha" đã tấn công khu vực này vào năm 1918 và 1919 và xóa sổ khoảng 50% dân số bản địa của Nome và 8% dân số bản địa của Alaska. Hơn 1.000 người chết ở vùng tây bắc Alaska, và con số đó là gấp đôi trên toàn tiểu bang. Phần lớn dân số là người bản địa Alaska, không có khả năng kháng bệnh.(tr42, 50)

## Giải quyết vấn đề
Vào cuộc họp hội đồng y tế ngày 24 tháng 1, giám đốc Mark Summers của Mỏ vàng Hammon Hợp nhất (Hammon Consolidated Gold Fields) đã đề xuất một cuộc chạy đua tiếp sức cho xe chó kéo bằng cách sử dụng hai đội phản ứng nhanh. Một nhóm sẽ bắt đầu tại Nenana và đội kia ở Nome, và họ sẽ gặp nhau tại Nulato. Chuyến đi từ Nulato đến Nome thông thường sẽ diễn ra trong tầm 30 ngày, mặc dù kỷ lục đạt được là 9 ngày. Welch ước tính rằng cuộc vận chuyển huyết thanh sẽ chỉ được kéo dài sáu ngày trong điều kiện dữ dội trên đường mòn. Nhân viên của Summers, Leonhard Seppala người Na Uy, đã được chọn cho chặng khứ hồi 630 dặm (1.014 km) từ Nome đến Nulato và trở lại. Trước đây ông đã chạy từ Nome đến Nulato với thời gian kỷ lục trong bốn ngày, ba lần giành giải quán quân toàn Alaska và đã trở thành một huyền thoại về khả năng thể thao và mối quan hệ với những chú chó husky Siberia của ông. Con chó dẫn đường của ông, Togo 12 tuổi, nổi tiếng không kém về khả năng lãnh đạo, trí thông minh và khả năng cảm nhận nguy hiểm.
Thị trưởng Maynard đề xuất vận chuyển thuốc chống độc theo đường hàng không bằng máy bay. Trong tháng 2 năm 1924, chuyến bay bằng máy bay đầu tiên vào mùa đông ở Alaska đã được Carl Eielson thực hiện giữa Fairbanks và McGrath, người đã lái chiếc De Havilland DH-4 đáng tin cậy xuất phát bởi Bưu chính Hoa Kỳ trong tám chuyến đi thử nghiệm. Chuyến bay dài nhất chỉ đi được quãng đường khoảng 260 dặm (420 km), với điều kiện tệ nhất có thể khởi hành là −10 °F (−23 °C), đòi hỏi rất nhiều quần áo mùa đông đến nỗi gần như không thể bay được, và máy bay đã hạ cánh khẩn cấp nhiều lần.
Những chiếc máy bay duy nhất hoạt động ở Alaska vào năm 1925 là ba máy bay hai tầng cánh Standard J loại cũ thuộc công ty Máy bay Fairbanks của Bennet Rodebaugh (sau này là Wien Air Alaska). Máy bay đã được tháo dỡ vì mùa đông tới, có buồng lái mở và có động cơ làm mát bằng nước không đáng tin cậy trong thời tiết lạnh. Vì cả hai phi công đều ở khu vực Hoa Kỳ liền kề, Đại biểu Alaska Dan Sutherland đã cố gắng để có được quyền sử dụng một phi công thiếu kinh nghiệm, Roy Darling.
Mặc dù có khả năng vận chuyển nhanh hơn, hội đồng y tế đã từ chối lựa chọn này và bỏ phiếu nhất trí cho cuộc vận chuyển tiếp sức bằng xe chó kéo. Seppala được thông báo vào buổi tối và ngay lập tức bắt đầu chuẩn bị cho chuyến đi.
Dịch vụ y tế công cộng Hoa Kỳ đã đặt 1,1 triệu đơn vị huyết thanh tại các bệnh viện ở khu Bờ Tây có thể vận chuyển được đến Seattle, và sau đó được vận chuyển đến Alaska. Alameda sẽ là con tàu tiếp theo ở phía bắc, và sẽ không đến được Seattle cho đến ngày 31 tháng 1, và sau đó sẽ mất thêm 6 đến 7 ngày để đến Seward. Vào ngày 26 tháng 1, Bệnh viện Đường sắt Anchorage đã tìm thấy 300.000 đơn vị bị bỏ quên trong kho, sau khi trưởng khoa phẫu thuật, John Beeson, nghe nói về nhu cầu cấp thiết trên. Nguồn cung được bọc trong lọ thủy tinh, sau đó là chăn độn bông và cuối cùng là một ống tròn bằng kim loại nặng hơn 20 pound. Theo lệnh của Thống đốc Scott Bone, số hàng này được đóng gói và trao cho người chỉ huy Frank Knight, người đã đến Nenana vào ngày 27 tháng 1. Mặc dù không đủ để đánh bại dịch bệnh, 300.000 đơn vị này có thể cầm chân được nó cho đến khi lô hàng lớn hơn cập bến.
Nhiệt độ lúc này trên toàn vùng Nội Alaska ở mức thấp trong vòng 20 năm do hệ thống áp suất cao từ Bắc Cực, và ở Fairbanks nhiệt độ là −50 °F (−46 °C). Một hệ thống thứ hai đang hoành hành tại Vùng cán chảo Alaska, là những cơn gió với vận tốc 25 mph (40 km/h) quét tuyết thành những lớp dày 10 foot (3,05 m) trôi dạt. Di chuyển bằng đường biển vô cùng nguy hiểm, và trên vùng Nội Alaska hầu hết các hình thức vận chuyển đều ngừng hoạt động. Ngoài ra, có giới hạn thời gian bay vào ban ngày, do lo ngại ban đêm vùng cực.
Trong khi lô huyết thanh đầu tiên đang vận chuyển đến Nenana, Thống đốc Bone đã ủy quyền cuối cùng cho cuộc vận chuyển tiếp sức bằng chó, nhưng đã ra lệnh cho Edward Wetzler, thanh tra của Bưu chính Hoa Kỳ, để sắp xếp một cuộc vận chuyển tiếp sức bởi những tay đua và chú chó tốt nhất trên khắp vùng Nội Alaska. Các đội sẽ vận chuyển cả ngày lẫn đêm cho đến khi trao gói hàng cho Seppala tại Nulato.
Quyết định này đã gây phẫn nộ cho William Fentress "Wrong Font" Thompson, nhà xuất bản của Fairbanks Daily News-Miner và những người ủng hộ máy bay, người đã giúp tập hợp phi công và máy bay. Ông đã sử dụng tờ báo của mình để viết các bài xã luận chỉ trích một cách gay gắt.

## Vận chuyển tiếp sức
Tuyến đường vận chuyển bưu kiện từ Nenana đến Nome kéo dài 674 dặm (1.085 km) trên toàn chặng. Nó vượt qua vùng Nội Alaska cằn cỗi, tiếp đến bởi sông Tanana kéo dài 137 dặm (220 km) đến làng Tanana ở ngã ba với sông Yukon, rồi vượt qua vùng Yukon với quãng đường 230 dặm (370 km) đến Kaltag. Tuyến đường sau đó đi về phía tây 90 dặm (140 km) qua trạm vận chuyển Kaltag Portage đến Unalakleet trên bờ biển vịnh Norton Sound. Tuyến đường sau đó tiếp tục đi 208 dặm (335 km) về phía tây bắc xung quanh bờ phía nam của Bán đảo Seward không có địa hình che chắn khỏi gió mạnh và bão tuyết, trong đó có 42 dặm (68 km) trải dài trên mặt băng đang dịch chuyển của Biển Bering.
Wetzler đã liên lạc với Tom Parson, một đại lý của Công ty Thương mại Miền Bắc (Northern Commercial Company), công ty đã ký hợp đồng vận chuyển giữa khu vực Fairbanks và Unalakleet. Điện thoại và điện tín đã mang các tay đua trở lại các trạm dừng chân (roadhouse) được chỉ định của họ. Các hãng vận chuyển bưu kiện được tôn kính trong lãnh thổ, và là những tay đua xe chó kéo xuất sắc nhất ở Alaska. Phần lớn các tay đua tiếp sức trên khắp vùng Nội Alaska là người Athabasca bản địa, hậu duệ trực tiếp của những tay đua xe chó kéo nguyên bản.
Tay đua đầu tiên trong cuộc tiếp sức là Bill "hoang dã" ("Wild Bill") Shannon, người được trao bưu kiện nặng 20 pound (9,1 kg) tại nhà ga xe lửa ở Nenana vào lúc 9 giờ tối (giờ AKST) ngày 27 tháng 1 vào buổi đêm. Mặc dù nhiệt độ tụt xuống −50 °F (−46 °C), Shannon rời đi ngay lập tức cùng với nhóm 11 con chó thiếu kinh nghiệm của mình, dẫn đầu là Blackie. Nhiệt độ bắt đầu giảm và nhóm buộc phải chạy trên mặt băng lạnh hơn trên dòng sông vì con đường mòn đã bị ngựa phá hủy.
Mặc dù chạy bộ dọc theo chiếc xe trượt tuyết để giữ ấm, Shannon vẫn bị hạ thân nhiệt. Anh đến Minto lúc 3 giờ sáng, với khuôn mặt tái sạm đi nhiều phần bởi băng giá. Nhiệt độ lúc đó là −62 °F (−52 °C). Sau khi làm ấm huyết thanh bằng lửa và nghỉ ngơi trong bốn giờ, Shannon để lại ba con chó và rời đi với tám con còn lại. Ba con chó đã chết ngay sau khi Shannon trở về tìm chúng, và một con thứ tư cũng có thể đã qua đời.

### Tới Minto
Tay đua người lai Athabasca là Edgar Kalland đã đến Minto vào đêm hôm trước, và được gửi ngược trở lại Tolovana, du hành 70 mi (110 km) một ngày trước khi chuyển tiếp. Shannon và đội của ông tới nơi trong tình trạng xấu vào lúc 11 giờ sáng, và bàn giao huyết thanh. Sau khi làm ấm huyết thanh trong trạm dừng chân, Kalland bắt đầu vào rừng. Nhiệt độ đã tăng lên −56 °F (−49 °C), và theo ít nhất một tường thuật, chủ sở hữu của trạm dừng chân tại Suối nước nóng Manley (Manley Hot Springs) đã phải đổ nước lên tay của Kalland để kéo được chúng rời khỏi tay lái của chiếc xe trượt tuyết khi ông đến nơi lúc 4 giờ chiều.
Không có trường hợp mắc bệnh bạch hầu mới được chẩn đoán vào ngày 28 tháng 1, nhưng hai trường hợp mới tiếp tục xuất hiện vào ngày 29 tháng 1. Việc kiểm dịch đã được tuân thủ, nhưng việc thiếu các công cụ chẩn đoán và sự lây nhiễm của chủng virus khiến nó không hiệu quả. Nhiều đơn vị huyết thanh đã được tìm thấy xung quanh vùng Juneau cùng ngày. Mặc dù không có số lượng thống kê nào tồn tại, ước tính số huyết thanh dựa trên trọng lượng là khoảng 125.000 đơn vị, đủ để điều trị cho từ 4 đến 6 người bệnh. Cuộc khủng hoảng đã trở thành tin tức hàng đầu trên các tờ báo, bao gồm San Francisco, Cleveland, Washington, D.C. và New York, và lan sang các đài phát thanh, thời điểm này đang trở nên phổ biến. Hệ thống bão từ Alaska tấn công lục địa Hoa Kỳ tiếp giáp, khiến mức nhiệt độ xuống thấp kỷ lục ở New York và gây đóng băng sông Hudson.
Một ca tử vong thứ năm xảy ra vào ngày 30 tháng 1. Maynard và Sutherland đổi mới chiến dịch của họ sang phương án vận chuyển số huyết thanh còn lại bằng máy bay. Các đề xuất khác nhau bao gồm bay bằng máy bay lớn băng qua 2.000 dặm (3.200 km) từ Seattle đến Nome, vận chuyển một chiếc máy bay đến rìa băng bằng tàu Hải quân và cho cất cánh, và kế hoạch ban đầu là vận chuyển huyết thanh bằng đường hàng không từ Fairbanks. Mặc dù được quan tâm chú ý hàng đầu từ giới truyền thông, sự hỗ trợ của một số bộ phận nội các và từ nhà thám hiểm Bắc Cực Roald Amundsen, các kế hoạch đã bị từ chối bởi các phi công giàu kinh nghiệm, Hải quân và Thống đốc Bone. Các bài xã luận của Thompson đã phản pháo một cách hiểm ác chống lại những người chống đối phương án sử dụng máy bay.
Để đáp trả, Bone quyết định tăng tốc cuộc vận chuyển tiếp sức và ủy quyền cho các tay đua được bổ sung cho chặng tiếp sức của Seppala, để họ có thể liên tục di chuyển mà không cần nghỉ giữa chặng. Seppala vẫn được lên kế hoạch đảm nhiệm chặng nguy hiểm nhất, đi lối tắt băng qua vịnh Norton Sound, nhưng hệ thống điện thoại và điện báo đã phớt lờ những ngôi làng nhỏ mà ông đi qua, và không có cách nào để báo cho ông biết rằng hãy đợi ở Shaktoolik. Kế hoạch được đặt ra là tin cậy vào tay đua bắt kịp Seppala trên đường mòn từ phía bắc. Summers đã bố trí các tay đua đứng dọc theo chặng cuối, bao gồm cả đồng nghiệp của Seppala, Gunnar Kaasen.
Từ Manley Hot Springs, huyết thanh đã qua tay phần lớn các tay đua là người Athabasca, trước khi George Nollner giao nó cho Charlie Evans tại Núi Giám mục (Bishop Mountain) vào lúc 3 giờ sáng ngày 30 tháng 1. Nhiệt độ đã ấm lên một chút, nhưng dừng ở mức −62 °F (−52 °C), sau đó lại giảm một lần nữa. Evans đã điều khiển xe kéo dựa vào những con chó dẫn đường của mình khi ông chạy xuyên qua màn sương băng nơi sông Koyukuk bị vỡ và tràn qua lớp băng, nhưng quên bảo vệ phần háng của hai con chó lai lông ngắn dẫn đoàn của mình bằng da thỏ. Cả hai con chó ngã gục vì bỏng lạnh, khiến Evans phải tự mình đẩy chiếc xe trượt tuyết thay cho chúng. Ông đến nơi lúc 10 giờ sáng; cả hai con chó đã qua đời. Tommy "Patsy" tiếp bước khởi hành trong vòng nửa giờ tiếp theo.
Sau đó, huyết thanh được vận chuyển qua vùng Kaltag Portage trong tay của Jack Nicolai, biệt danh "Jackscrew", và thổ dân Alaska là Victor Anagick, người đã đưa nó cho một người bản địa đồng hương Alaska khác của mình là Myles Gonangnan trên bờ biển vịnh Norton Sound, tại Unalakleet vào lúc 5 giờ sáng ngày 31 tháng 1. Gonangnan nhìn thấy các dấu hiệu của sự tích tụ hình thành một cơn bão, và quyết định không đi đường tắt băng qua dải băng nguy hiểm của vịnh Norton Sound. Ông khởi hành lúc 5:30 sáng, và khi băng qua những ngọn đồi, "những dòng nước trôi dạt, tuyết xoáy giữa hai chân và dưới bụng lũ chó khiến chúng dường như đang lội qua một dòng sông chảy xiết vậy."(tr203) Điều kiện thời tiết whiteout trắng xóa mờ dần khi ông chạy gần đến bờ biển, và những cơn gió mạnh cấp độ bão đã hạ nhiệt độ của gió xuống đến −70 °F (−57 °C). Vào tầm 3 giờ chiều, Jack tới được Shaktoolik. Seppala không có mặt, nhưng Henry Ivanoff đang đợi sẵn sàng.
Vào ngày 30 tháng 1, số trường hợp nhiễm bệnh ở Nome đã lên tới 27 ca, và lượng chất chống độc dự trữ đã cạn kiệt. Theo một phóng viên sống ở Nome, "Tất cả hy vọng được đặt nơi những chú chó và những tay đua anh hùng của chúng... Nome trông giống như một thành phố không hề có bóng người sinh sống."(tr205) Với báo cáo về tiến trình di chuyển của Gonangnan vào ngày 31 tháng 1, Welch tin rằng huyết thanh sẽ cập bến vào tháng 2.

### Kết nối ở Norton Sound
Leonhard Seppala và đội ngũ kéo xe trượt tuyết của mình, với con chó dẫn đoàn Togo của ông, đã chạy 91 dặm (146 km) từ Nome từ ngày 27 tháng 1 đến ngày 31 tháng 1 đi thẳng vào cơn bão sắp tới. Họ đi theo lối tắt ngang qua Norton Sound và tiến về phía Shaktoolik. Nhiệt độ ở Nome khá ấm, rơi vào mức −20 °F (−29 °C), nhưng ở Shaktoolik, nhiệt độ được ước tính là −30 °F (−34 °C), và gió mạnh là nguyên nhân gây ra việc hạ thấp nhiệt độ xuống −85 °F (−65 °C). Togo về phần mình đã chạy qua chặng đường 350 dặm.
Đội của Henry Ivanoff đâm phải một con tuần lộc và bị mắc kẹt ở gần Shaktoolik. Seppala vẫn tin rằng ông đang còn hơn 100 dặm (160 km) phải đi và đang chạy đua để thoát khỏi Norton Sound trước khi cơn bão ập đến. Ông đã băng qua đội khi Ivanoff hét lên, "Huyết thanh! Huyết thanh! Tôi có nó ở đây rồi!"(tr207)
Với tin tức về dịch bệnh ngày càng tồi tệ, Seppala quyết định dũng cảm vượt qua cơn bão và một lần nữa bắt đầu băng qua vùng băng lộ thiên của Norton Sound khi ông đến Ungalik, sau khi trời tối. Nhiệt độ được ước tính là −30 °F (−34 °C), nhưng nhiệt độ xuống thấp khi gió mạnh là −85 °F (−65 °C). Togo dẫn đầu nhóm chạy theo đường thẳng xuyên qua bóng đêm, và họ đến trạm dừng chân ở Isaac's Point ở phía bên kia lúc 8 giờ tối. Trong một ngày, họ đã di chuyển qua chặng đường 84 mi (135 km), với vận tốc trung bình 8 mph (13 km/h). Cả đội nghỉ ngơi và khởi hành lúc 2 giờ sáng, tiến thẳng vào cơn bão lúc nó đang mạnh nhất.
Trong đêm, nhiệt độ giảm xuống −40 °F (−40 °C) và gió tăng lên theo cấp bão (ít nhất là 65 mph (105 km/h)). Đội của ông tiến qua lớp băng trong khi bám dọc theo bờ biển. Họ trở lại bờ biển để vượt núi Little McKinley, leo lên độ cao 5.000 foot (1.500 m). Sau khi xuống tới trạm dừng chân tiếp theo ở Golovin, Seppala đã chuyển huyết thanh cho Charlie Olsen vào lúc 3 giờ chiều ngày 1 tháng 2.
Vào ngày 1 tháng 2, số trường hợp nhiễm bệnh ở Nome đã tăng lên 28 ca. Số huyết thanh đang vận chuyển trên đường thì đủ để điều trị cho 30 ca. Với trận bão tuyết dữ dội và gió mạnh tới 80 mph (130 km/h), Welch đã ra lệnh dừng cuộc vận chuyển tiếp sức cho đến khi cơn bão đi qua, với lý do rằng sự chậm trễ tốt hơn nguy cơ mất tất cả. Tin nhắn được gửi tới Solomon và Point Safety trước khi các đường vận chuyển bị chặn.
Olsen bị đẩy bay khỏi đường mòn và bị tê cóng nghiêm trọng phần bàn tay khi đắp chăn cho những chú chó của mình. Gió lạnh hạ nhiệt độ xuống tới −70 °F (−57 °C). Ông đã đến được Bluff vào 7 giờ tối ngày 1 tháng 2 trong tình trạng cơ thể tồi tệ. Gunnar Kaasen đợi đến 10 giờ tối để chờ cho cơn bão tan, nhưng nó chỉ trở nên tồi tệ hơn và những cơn mưa phùn sẽ sớm chặn lấy đường mòn và khiến ông đi lạc vào một cơn gió ngược. 

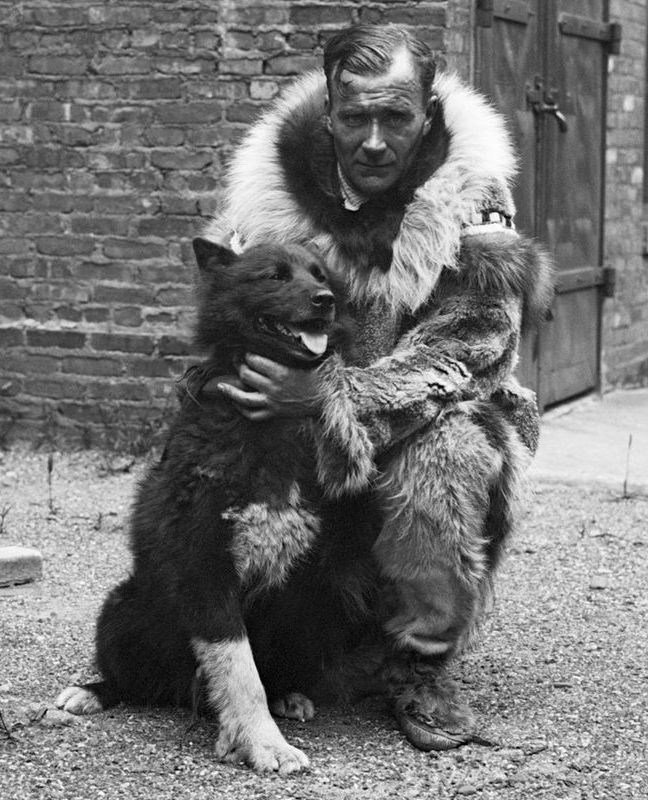
Gunnar Kaasen với chú chó của mình, Balto

Kaasen đi xuyên màn đêm, vượt qua những cơn mưa phùn và nước sông dâng cao băng qua Núi Topkok, cao 600 foot (183 m). Balto dẫn dắt đội vượt qua với tầm nhìn xa kém đến nỗi Kaasen không thể luôn luôn nhìn thấy những con chó được đóng yên cương ở gần nhất với chiếc xe trượt tuyết. Ông đã vượt qua Solomon hai dặm (khoảng 3 km) trước khi nhận ra và tiếp tục đi tiếp. Những cơn gió sau khi vượt qua Solomon cực kì nghiêm trọng, đến nỗi chiếc xe trượt tuyết của ông bị lật, và ông gần như đánh mất khối trụ chứa huyết thanh khi nó rơi ra và bị chôn vùi trong tuyết. Ông cũng bị bỏng lạnh khi phải dùng tay trần để bới tìm khối trụ.
Kaasen tới được Point Safety trước thời hạn vào ngày 3 tháng 2, lúc 3 giờ sáng. Ed Rohn tin rằng Kaasen và cuộc đua đã bị dừng lại ở Solomon, vì vậy ông này đang ngủ khi Kaasen tới nơi. Bởi thời tiết được cải thiện, sẽ mất thời gian để đội Rohn chuẩn bị, đồng thời Balto và những con chó khác vẫn đang di chuyển tốt, Kaasen ép đội của ông chạy nốt 25 dặm (40 km) còn lại đến Nome, đến được Front Street lúc 5:30 sáng. Không một ống thuốc tiêm nào bị vỡ, và thuốc kháng độc tố được làm tan băng và sẵn sàng để chữa bệnh vào buổi trưa.
Cùng nhau, các đội đã vượt qua chặng đường dài 674 dặm (1.085 km) trong 127 ½ giờ, được coi là một kỷ lục thế giới, được thực hiện trong nhiệt độ cực đoan dưới mức không với điều kiện thời tiết cận bão tuyết và gió tạo lốc xoáy. Một số con chó không may đã qua đời trong chuyến đi.

## Tiếp sức lần hai
Margaret Curran từ trạm dừng chân Solomon đã bị nhiễm bệnh, điều này làm dấy lên lo ngại rằng căn bệnh này có thể lây lan từ những nhà bảo trợ của trạm dừng chân sang các cộng đồng khác. 1,1 triệu đơn vị đã rời Seattle vào ngày 31 tháng 1, và không được vận chuyển bằng xe chó kéo cho đến ngày 8 tháng 2. Welch yêu cầu một nửa huyết thanh được vận chuyển bằng máy bay từ Fairbanks. Ông đã liên lạc với Thompson và Sutherland, và Darling đã thực hiện chuyến bay thử vào sáng hôm sau. Với cố vấn sức khỏe của mình, Thống đốc Bone đã kết luận các trường hợp ở Nome thực sự đang diễn biến theo chiều hướng xấu, và đã thu hồi lệnh cho phép, nhưng việc chuẩn bị đã được tiến hành. Hải quân Hoa Kỳ đã di chuyển một tàu quét mìn ở phía bắc từ Seattle, và Quân đoàn Tín hiệu được lệnh đốt lửa để dẫn đường cho các máy bay.
Đến ngày 3 tháng 2, 300.000 đơn vị gốc đã được chứng minh là vẫn còn hiệu quả, và dịch bệnh đã được kiểm soát. Một ca tử vong thứ sáu, có lẽ không liên quan đến bệnh bạch hầu, đã được báo cáo rộng rãi như là một ổ dịch mới của bệnh. Lô hàng từ Seattle đến trên tàu Đô đốc Watson vào ngày 7 tháng 2. Trước áp lực, Thống đốc Bone ủy quyền một nửa được giao bằng máy bay. Vào ngày 8 tháng 2, nửa đầu của chuyến hàng thứ hai bắt đầu chuyến đi bằng xe chó kéo, trong khi máy bay không khởi động được khi cửa mở bộ tản nhiệt bị hỏng khiến động cơ quá nóng. Máy bay đã cất cánh thất bại vào ngày hôm sau, và nhiệm vụ bị hủy bỏ. Thompson rất lịch thiệp trong các bài xã luận của mình.
Cuộc đua thứ hai bao gồm nhiều tay đua tương tự chặng trước, và cũng phải đối mặt với các điều kiện khắc nghiệt. Huyết thanh đến vào ngày 15 tháng 2.

## Kết quả

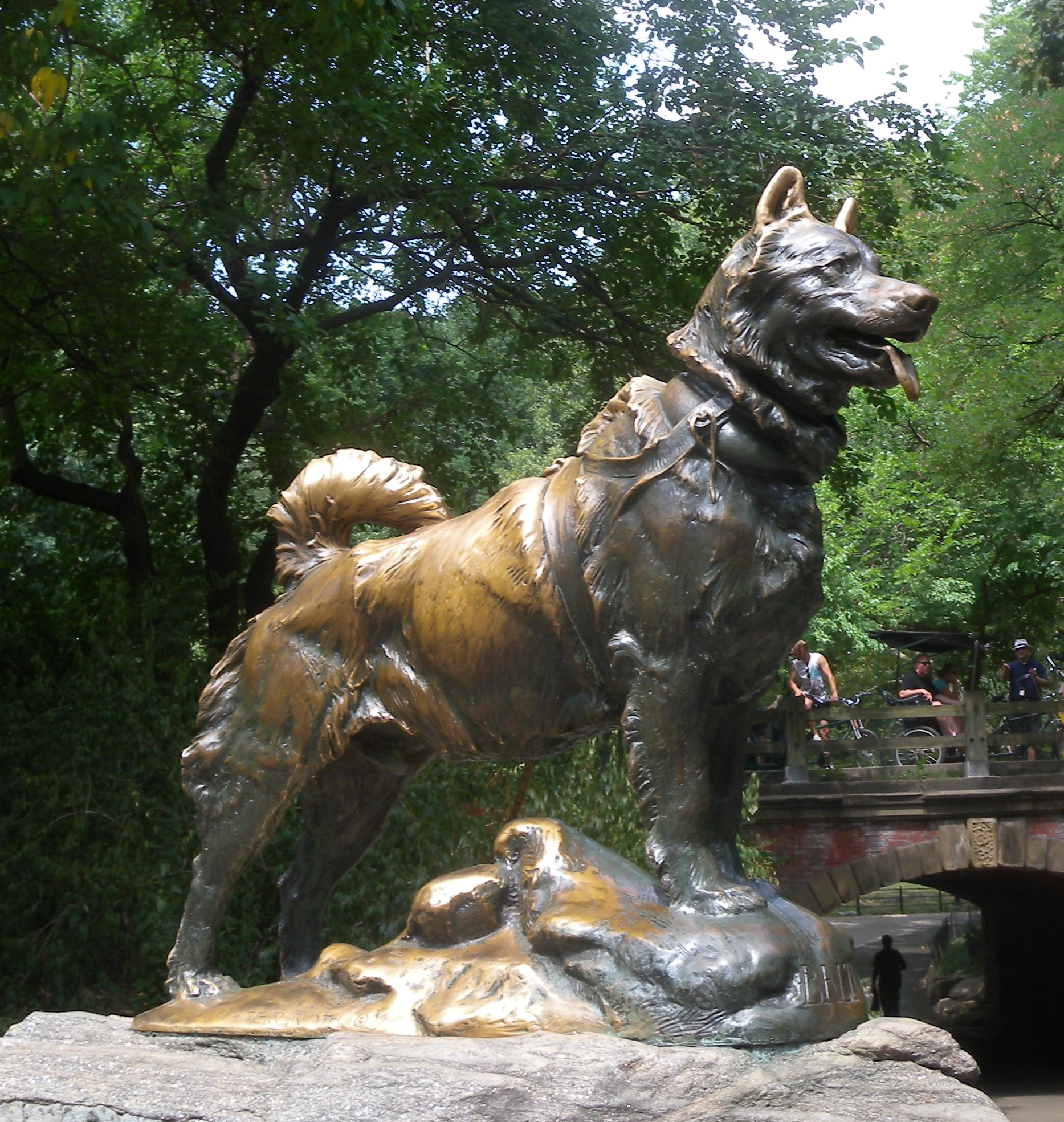
Tượng Balto, chú chó dẫn đầu trong đội tiếp sức cuối cùng. Bức tượng được đặt tại Công viên Trung tâm (NYC) và được dành tặng cho tất cả những con chó tham gia vào cuộc chạy đua vận chuyển huyết thanh.

Số người chết vì bệnh bạch hầu ở Nome được chính thức liệt kê là 5, 6 hoặc 7 trường hợp, nhưng Welch sau đó ước tính có ít nhất 100 trường hợp bổ sung trong số "các trại của người Eskimo ngoại ô thành phố. Người bản địa có thói quen chôn cất con cái mà không báo tử." 43 trường hợp mới được chẩn đoán vào năm 1926, nhưng nhà chức trách đã có thể dễ dàng đối phó với nguồn cung cấp huyết thanh mới.(chú thích chân trang, các trang 235, 243)
Tất cả những cá nhân tham gia trong các đội xe chó kéo đã nhận được thư khen ngợi của Tổng thống Calvin Coolidge, và Thượng viện đã dừng các hoạt động để ghi nhận sự kiện này. Mỗi nài đua xe trong lần tiếp sức đầu tiên nhận được huy chương vàng từ Công ty H.K. Mulford. Thị trưởng Los Angeles đã trao một chiếc chìa khóa hình chiếc xương cho thành phố này cho Balto trước Tòa thị chính; nữ diễn viên phim câm Mary Pickford cũng đã đeo một vòng hoa quanh cổ con chó. Những bài thơ và thư từ trẻ em lũ lượt đổ về, và các chiến dịch gây quỹ tự phát nổi lên khắp đất nước.
Gunnar Kaasen và nhóm của ông đã trở thành những người nổi tiếng và đi lưu diễn ở khắp Bờ Tây từ tháng 2 năm 1925 đến tháng 2 năm 1926, và thậm chí đóng vai chính trong 30 phút của bộ phim mang tên Cuộc đua đến Nome của Balto (Balto's Race to Nome). Một bức tượng Balto của nhà điêu khắc Frederick Roth đã được công bố tại Công viên Trung tâm của Thành phố New York trong chuyến viếng thăm vào ngày 15 tháng 12 năm 1925. Balto và những con chó khác sau đó trở thành một phần của một sự kiện phụ và sống trong điều kiện khủng khiếp cho đến khi chúng được giải cứu bởi George Kimble, người đã tổ chức một chiến dịch gây quỹ bởi những đứa trẻ ở Cleveland, Ohio. Vào ngày 19 tháng 3 năm 1927, những chú chó đã nhận được sự chào đón dành cho anh hùng khi chúng đến ngôi nhà vĩnh viễn của chúng tại Sở thú Cleveland. Vì tuổi cao, Balto đã được an tử vào ngày 14 tháng 3 năm 1933, hưởng thọ 14 tuổi. Nó được đóng khung và trưng bày trong Bảo tàng Lịch sử Tự nhiên Cleveland.
Mặc dù sự chú ý được đổ dồn về Kaasen và Balto, nhiều tay đua xe chó kéo hiện nay coi Seppala và Togo mới là những anh hùng thực sự của cuộc chạy đua, vì họ đảm nhiệm chặng đua dài nhất và nguy hiểm nhất. Họ đã thực hiện một chuyến đi khứ hồi dài 261 dặm (420 km) từ Nome đến Shaktoolik và trở lại Golovin, và vận chuyển huyết thanh trên quãng đường tổng cộng 91 dặm (146 km), gần gấp đôi khoảng cách di chuyển của bất kỳ đội nào khác. Sau khi Kaasen trở lại, ông bị buộc tội đã chiếm đoạt toàn bộ vinh quang. Seppala trở nên buồn bã khi giới truyền thông gán thành tích của Togo cho Balto và bình luận, "Tôi gần như không thể chịu nổi khi 'chú chó trên mặt báo' Balto nhận được một bức tượng vì 'thành tích vinh quang' của mình."(tr248)
Vào tháng 10 năm 1926, Seppala đưa Togo và nhóm của ông đi lưu diễn từ Seattle đến California, rồi qua miền Trung Tây đến New England, và liên tục thu hút rất đông người xem. Họ đã được xướng tên tại Madison Square Garden ở thành phố New York trong 10 ngày, và Togo đã nhận được một huy chương vàng từ Roald Amundsen. Tại New England, đội chó husky Siberia của Seppala đã tham gia nhiều cuộc đua, dễ dàng đánh bại các chú chó Chinook địa phương. Seppala đã bán hầu hết đội của mình cho một cũi chó ở Poland Spring, Maine. Seppala đã liên tục đến thăm Togo, cho đến khi nó được an tử vào ngày 5 tháng 12 năm 1929. Sau khi chết, Seppala đã bảo quản và đóng khung Togo, và ngày nay chú chó được trưng bày trong hộp kính tại Bảo tàng Iditarod ở Wasilla, Alaska.
Không ai trong số các nài đua xe khác nhận được sự chú ý tương tự, mặc dù Wild Bill Shannon đã có chuyến lưu diễn ngắn với Blackie. Các phương tiện truyền thông chủ yếu bỏ qua các nài đua xe người Athabasca và người bản địa Alaska, những người đảm nhận hai phần ba quãng đường đến Nome. Theo Edgar Kalland thì, "với chúng tôi, đó chỉ là chuyện xảy ra thường ngày mà thôi".(tr255)

### Bưu kiện hàng không
Cuộc đua vận chuyển huyết thanh đã giúp thúc đẩy Đạo luật Kelly, được ký kết thành luật vào ngày 2 tháng 2. Dự luật cho phép các công ty hàng không tư nhân đấu thầu các hợp đồng chuyển phát bưu phẩm. Công nghệ được cải thiện và trong vòng một thập kỷ, các tuyến đường hàng không được thành lập ở Alaska. Lần gửi bưu kiện cuối cùng của xe chó kéo tư nhân theo hợp đồng diễn ra vào năm 1938, và tuyến đường vận chuyển bưu kiện cuối cùng bằng xe chó kéo của Bưu chính Hoa Kỳ được đóng lại vào năm 1963. Hoạt động trượt tuyết bằng xe chó kéo vẫn phổ biến ở khu vực nông thôn nhưng gần như bị lãng quên khi xe máy trượt tuyết trở nên phổ biến vào những năm 1960. Đua xe chó kéo đã được hồi sinh như một môn thể thao giải trí vào những năm 1970 với sự phổ biến rộng rãi của Cuộc thi đua xe chó kéo Đường mòn Iditarod (Iditarod Trail Sled Dog Race).
Trong khi Cuộc thi đua xe chó kéo Đường mòn Iditarod, với nội dung thi đua chạy hơn 1.000 dặm (1.600 km) từ Anchorage đến Nome thực sự dựa trên Cuộc đua Khốc liệt toàn Alaska (All-Alaska Sweepstakes), có nhiều truyền thống tưởng niệm cuộc đua cung cấp huyết thanh cho Nome, đặc biệt là tưởng niệm Seppala và Togo. Nài đua xe được vinh danh trong bảy cuộc đua đầu tiên chính là Leonhard Seppala. Những nài đua xe tham gia cuộc đua vận chuyển huyết thanh khác, bao gồm "Wild Bill" Shannon, Edgar Kalland, Bill McCarty, Charlie Evans, Edgar Nollner, Harry Pitka, và Henry Ivanoff cũng đã được vinh danh. Cuộc đua Iditarod năm 2005 đã vinh danh Jirdes Winther Baxter, người sống sót cuối cùng của dịch bệnh. Vị trí này hiện được gọi là Nài đua xe danh dự của Leonhard Seppala (Leonhard Seppala's Honorary Musher), Giải thưởng Nhân đạo Leonhard Seppala (Leonhard Seppala Humanitarian Award) được trao cho nài đua xe chăm sóc chó của mình tốt nhất trong khi vẫn giữ được tính cạnh tranh, và Quỹ Tài trợ Di sản Leonhard Seppala (Leonhard Seppala Heritage Grant) là một học bổng của Iditarod. Hai cuộc đua trong đó đã đi theo cùng một lộ trình từ Ruby đến Nome.
Một cuộc đua tái hiện cuộc chạy huyết thanh đã được tổ chức vào năm 1975, tốn nhiều hơn 6 ngày so với lần thực hiện cuộc đua vận chuyển huyết thanh năm 1925, hơn hai lần tổng thời gian, trong đó nhiều người tham gia chính là hậu duệ của 20 nài đua ban đầu. Năm 1985, Tổng thống Ronald Reagan đã gửi thư công nhận thành tích tới Charlie Evans, Edgar Nollner và Bill McCarty, những người duy nhất còn sống sót. Nollner là người qua đời cuối cùng, vào ngày 18 tháng 1 năm 1999, vì một cơn đau tim.

### Truyền thông đại chúng
Cuộc đua vận chuyển đã được bất tử hóa trên các phương tiện truyền thông khác nhau. Năm 1976, câu chuyện này đã được kể lại trong Cuộc đua chống lại cái chết: Câu chuyện có thật về miền Viễn Bắc (Race against Death: A True Story of the Far North), bởi tác giả viết truyện cho trẻ em nổi tiếng Seymour Reit, sau đó được xuất hiện trong một tập phim The Book Bird vào năm 1978, một tuyển tập dài về văn học thiếu nhi trên PBS. Bộ phim hoạt hình Balto năm 1995 dựa trên các sự kiện của chặng cuối của cuộc đua vận chuyển huyết thanh, mặc dù tất cả các nhân vật ngoài Balto, và các phân cảnh, đều là hư cấu. Một câu chuyện kể chi tiết về những người và các sự kiện liên quan đến cuộc chạy đua vận chuyển huyết thanh, bao gồm câu chuyện về những người nài đua xe bản địa và các y tá địa phương chăm nom cho người bệnh và những người đang dần chết mòn, được kể lại trong cuốn sách năm 2003, Dặm đường tột cùng hung ác: Câu chuyện anh hùng về những con chó và con người trong một cuộc đua chống lại dịch bệnh (The Cruelest Miles: The Heroic Story of Dogs and Men in a Race Against an Epidemic), bởi Gay và Laney Salisbury. Vào năm 2013, một bộ phim tài liệu có tựa đề Bao quanh là băng tuyết — Câu chuyện vĩ đại nhất về loài chó từng được kể (Icebound — The Greatest Dog Story Ever Told), tập trung vào hậu chuyện của các sự kiện.
Togo, bộ phim được sản xuất bởi Walt Disney Pictures, đã được ra mắt vào ngày 20 tháng 12 năm 2019 trên nền tảng Disney+.

## Ghi công cho chó kéo xe
Có nhiều tranh cãi xung quanh vai trò của Balto trong cuộc đua này và bức tượng ở Công viên Trung tâm. Một nài đua hàng đầu, Seppala đã được gửi đến để chạy 170 dặm (270 km) trên một số phần nguy hiểm và khó tin nhất của cuộc chạy đua. Ông đã gặp được những người vận chuyển huyết thanh (trong sự ngạc nhiên, bởi ông đã dự đoán rằng mình phải thực hiện toàn bộ chuyến đi một mình), bàn giao số huyết thanh, và chạy trở về qua một quãng đường 91 dặm (146 km), tổng cộng 261 dặm (420 km) trong tổng chặng đua. Sau đó, ông chuyển huyết thanh cho Charlie Olson. Olson vận chuyển 25 dặm (40 km) đến Bluff, nơi anh ta chuyển nó sang cho Gunnar Kaasen. Kaasen đáng lẽ phải giao huyết thanh cho Rohn tại Port Safety, nhưng Rohn đã đi ngủ mất, và Kaasen quyết định tiếp tục chạy thẳng đến Nome. Nhìn chung, Kaasen và Balto đã chạy tổng cộng 53 dặm (85 km). Kaasen bảo rằng ông quyết định tiếp tục vì không thấy đèn sáng trong cabin nơi Rohn đang ngủ và ông không muốn lãng phí thời gian, nhưng nhiều người nghĩ rằng quyết định không đánh thức Rohn của ông xuất phát từ ham muốn giành lấy vinh quang cho mình và Balto.
Theo nài đua của Togo, Leonhard Seppala, Balto là một con chó chuyên chở hàng hóa còi cọc mà ông đã bỏ lại khi lên đường trong chuyến đi. Ông cũng khẳng định rằng con chó dẫn đầu của Kaasen thực sự là một con chó tên Fox, nhưng các nhân viên tin tức thời đó nghĩ rằng Balto là một cái tên đáng tin cậy hơn.
Bức tượng Balto tại Công viên Trung tâm được mô phỏng theo Balto, nhưng cho thấy nó đeo cờ (hoặc giải thưởng) của Togo. Dòng chữ viết: "Dành riêng cho tinh thần bất khuất của những con chó kéo xe đã chuyển tiếp thuốc kháng độc qua 600 dặm trên mặt băng thô ráp, qua vùng biển nguy hiểm, thông qua trận bão tuyết Bắc cực, từ Nenana để giải tỏa địa phương Nome bị ảnh hưởng." Trong những năm cuối đời, Seppala rất đau lòng vì công lao đã được ghi nhận cho Balto; trong tâm trí của ông, Togo mới là anh hùng thực sự của cuộc đua huyết thanh. Theo Cục Công viên Quốc gia, vào năm 1960, Seppala cho biết:
Tôi chưa bao giờ có một con chó nào tốt hơn Togo. Sức chịu đựng, lòng trung thành và trí thông minh của nó không cách nào có thể tập luyện và cải thiện được cho những con khác. Togo là con chó tốt nhất từng chạy vận chuyển trên đường mòn Alaska.

Katy Steinmetz, viết trên tạp chí Time, cũng nghĩ rằng Togo mới là con chó kéo xe vĩ đại nhất mọi thời đại. Trong cuộc chạy đua huyết thanh, cô viết, Togo mới là anh hùng thực sự:
... con chó thường được ghi công vì cứu được thị trấn sau cùng là Balto, nhưng nó chỉ chạy đoạn cuối cùng, chặng đua dài 55 dặm trong cuộc đua. Con chó kéo xe gánh vác chính yếu của cuộc đua chính là Togo. Hành trình của nó, chứa đầy những cơn bão tuyết khiến không thể phân biệt ranh giới trời đất, là hành chình dài nhất với tổng quãng đường 200 dặm, và bao gồm một pha rẽ ngang đường tắt băng qua khu vực Norton Sound đầy nguy hiểm — nơi mà nó cứu thoát cho đội xe và người nài kéo của mình bằng việc dũng cảm bơi qua những tảng băng trôi.

## Các cá nhân tham gia tiếp sức và quãng đường
Các nài đua (theo thứ tự) và khoảng cách họ đảm nhiệm.(tr263) Hầu hết các chặng đã được lên kế hoạch dài khoảng 25 dặm, nói chung chấp nhận như một "chuyến đua trong ngày cực đoan". 
| Thời gian bắt đầu | Nài đua xe               | Chặng đua | Khoảng cách     |
| ----------------- | ------------------------ | --- | --------------- |
| 27 tháng 1        | "Wild" Bill Shannon      | Nenana tới Minto và Tolovana Đội gồm 11 con chó giống Alaska Malamutes. Khoảng 11 giờ đêm ngày 27 tháng 1 năm 1925, Shannon nhận được huyết thanh và hướng dẫn bằng văn bản từ chỉ huy trưởng. Nhiệt độ ngoài trời dao động từ −40 °F đến −62 °F. Vào lúc 3 giờ sáng, Shannon đến Trạm dừng chân Campbell ở Minto, nghỉ ngơi trong bốn giờ trước khi khởi hành trở lại, lần này chỉ có tám con chó, bởi ba con chó của ông, Cub, Jack và Jet, bị thương vì lạnh. Sau đó, ba con chó này cuối cùng đã chết vì chấn thương phổi. Shannon bị bỏng lạnh nghiêm trọng trên khuôn mặt. | 52 mi (84 km)   |
| 28 tháng 1        | Dan Green                | Tolovana tới Manley Hot Springs Nhiệt độ ấm lên đến −30 °F, nhưng gió thổi mạnh tới 20 dặm/giờ | 31 mi (50 km)   |
|                   | Johnny Folger            | Manley Hot Springs tới Fish Lake Được thực hiện vào ban đêm và được báo cáo là đã trải qua một 'quãng đường tốt'. Folger là một thổ dân người Athabasca. Gặp Sam Joseph và nhóm của ông tại căn lều ở Fish Lake. | 28 mi (45 km)   |
|                   | Sam Joseph               | Fish Lake tới Tanana Một người thuộc bộ lạc Tanana bản địa, 35 tuổi, với một đội gồm bảy con chó Alaska Malamute. Nhiệt độ Tanana được ghi nhận là −38 °F. Di chuyển trên đường mòn trong 2 giờ 45 phút, vận tốc trung bình luôn nhanh hơn 9 dặm/giờ. Gặp được gia đình và Titus Nickolai. | 26 mi (42 km)   |
| 29 tháng 1        | Titus Nikolai            | Tanana tới Kallands Một thổ dân người Athabasca, không có thông tin liên quan đến đội của Titus, thời gian hoặc chuyện khi di chuyển dọc theo đường mòn. Gặp Dave Corning tại Kallands.. | 34 mi (55 km)   |
|                   | Dave Corning             | Kallands tới Nine Mile Cabin Báo cáo đạt tốc độ trung bình 8 mph trong 24 dặm. Một lần nữa, không có thông tin đề cập đến thời gian chính xác hoặc thành phần đội. Gặp Edgar Kalland tại Nine Mile Cabin. | 24 mi (39 km)   |
|                   | Edgar Kalland            | Nine Mile Cabin tới Kokrines Một nài đua xe làm việc cho Dịch vụ Bưu chính Hoa Kỳ. Gặp Harry Pitka tại Kokrines. | 30 mi (48 km)   |
|                   | Harry Pitka              | Kokrines tới Ruby Đội ngũ gồm bảy con chó di chuyển trên đường mòn trong tình trạng tốt. Chạy đêm với tốc độ trung bình hơn 9 dặm/giờ. | 30 mi (48 km)   |
|                   | Bill McCarty             | Ruby tới Whiskey Creek Chó dẫn đầu: Prince. Bão tuyết kéo dài hàng giờ. Đến Lạch Whiskey khoảng 10 giờ sáng trong thời tiết nhiệt độ −40 °F. Gặp Edgar Nollner. | 28 mi (45 km)   |
|                   | Edgar Nollner            | Whiskey Creek tới Galena Chó dẫn đầu: Dixie, 8 tuổi. Nollner, một người 21 tuổi đến từ Galena, đã điều khiển đội gồm bảy con malamute và gặp anh trai George. | 24 mi (39 km)   |
| 30 tháng 1        | George Nollner           | Galena tới Núi Bishop George, một nài đua xe mới cưới vợ, tham gia cuộc đua, sử dụng cùng đội chó kéo mà Edgar đã sử dụng để vượt qua 24 dặm trước đó. | 18 mi (29 km)   |
|                   | Charlie Evans            | Núi Bishop tới Nulato Evans, 21 tuổi, một người lai Athabasca, rời núi Bishop lúc 5 giờ sáng với nhiệt độ được báo cáo là −64 °F. Đến Nulato lúc 10 giờ sáng qua 30 dặm trong vòng 5 giờ chạy với một nhóm gồm chín con chó. Hai con chó đi mượn bị đông lạnh vùng háng trong chuyến đi. | 30 mi (48 km)   |
|                   | Tommy "Patsy" Patson     | Nulato tới Kaltag Patson, một người Koyukuk bản địa, cũng là một người đưa thư, chạy qua một con đường mòn khá thẳng, thiết lập tốc độ nhanh nhất được ghi nhận trong cuộc đua vận chuyển huyết thanh, đảm nhiệm quãng đường 36 dặm trong 3+1⁄2 giờ, với tốc độ trung bình hơn 10 dặm/giờ. | 36 mi (58 km)   |
|                   | Jack "Jackscrew" Nicolai | Kaltag tới Old Woman Shelter Một người Athabasca Alaska, Jackscrew là một người đàn ông nhỏ bé nổi tiếng với sức mạnh phi thường. Trong phần đua đêm của mình, ông chạy bộ để làm nhẹ chiếc xe trượt tuyết cho đến khi vượt qua Kaltag Divide, sau đó là một con đường xuống dốc về phía Norton Sound. Đến Old Woman Cabin vào 9 giờ 10 phút một buổi tối thứ Sáu, với vận tốc trung bình gần 6 mph cho 40 dặm đường mòn khó khăn. | 40 mi (64 km)   |
|                   | Victor Anagick           | Old Woman Shelter tới Unalakleet Anagick, một người bản địa Eskimo, được gửi tới từ Unalakleet với một đội 11 con chó. Đảm nhiệm 34 dặm đường mòn trong vòng 6 giờ và tới nơi lúc 3 giờ 30 phút sáng thứ bảy. Huyết thanh lúc bấy giờ còn cách Nome 207 dặm. | 34 mi (55 km)   |
| January 31        | Myles Gonangnan          | Unalakleet tới Shaktoolik | 40 mi (64 km)   |
|                   | Henry Ivanoff            | Shaktoolik tới ngay ngoại ô Shaktoolik Một người lai Eskimo Nga, Ivanoff bắt đầu chạy hướng tới Golovin. Cách Shaktoolik khoảng nửa dặm, ông phải dẹp yên một cuộc xô xát trong đội chó của mình. Trong khi dừng lại, ông nhìn thấy đội chó husky Siberia của Seppala đang chạy tới gần từ hướng khác. Chuyền huyết thanh đến Seppala một khoảng cách ngắn bên ngoài thị trấn. | 0,5 mi (0,8 km) |
|                   | Leonhard Seppala         | Ngay ngoại ô Shaktoolik tới Ungalik, Isaac's Point và Golovin Chó dẫn đầu: Togo và Scotty, đội gồm sáu con chó Husky Siberia. Seppala, bốn mươi tám tuổi, với một nhóm sáu con chó đã rời Nome với ý định chặn để đón lấy huyết thanh tại Nulato, không hề biết rằng cuộc đua khứ hồi đã nhanh hơn. Rời Point Isaac ở phía bắc Vịnh Norton ngay buổi sáng hôm đó, đi 43 dặm tới ngay ngoại ô Shaktoolik, gặp Ivanoff. Rẽ hướng xe trượt đi vòng xuyên qua cơn gió chướng với nhiệt độ −30 °F trong đêm tối. Có nguy cơ đi cắt ngang mặt biển dài 20 dặm giữa Cape Denbigh và Point Dexter trong một trận bão tuyết gây cản trở tầm nhìn. Khứu giác của Togo giữ cho họ đi đúng lộ trình và đưa họ đến điểm dừng chân của họ trên bờ Bắc của Vịnh Norton, tại một căn nhà băng sod igloo của người Eskimo. Seppala cho chó ăn và làm ấm huyết thanh, hy vọng trận bão tuyết sẽ giảm bớt. Sáng sớm Chủ nhật với nhiệt độ −30 °F, những cơn gió chết người và cơn bão không hề suy yếu, ông tới được Trạm dừng chân Dexter tại Golovin với những chú chó hoàn toàn kiệt sức. Huyết thanh còn cách Nome 78 dặm.                            | 91 mi (146 km)  |
| 1 tháng 2         | Charlie Olson            | Golovin tới Bluff Chó dẫn đầu: Jack, đội gồm bảy con Alaska Malamute. Olsen đã bỏ lại Gunnar Kaasen tại Trạm dừng chân Olson và tới Golovin để chờ đợi huyết thanh. Rời khỏi Golovin lúc 3:15 chiều Chủ nhật với nhiệt độ −30 °F, sức gió ước tính 40 dặm/giờ. Bị những cơn gió mạnh tạt trúng, ông và cả đội bị đẩy bật ra khỏi đường mòn. Vì gió lạnh quá mạnh, Olsen dừng lại, đắp chăn cho từng chú chó. Hai con chó bị đông cứng phần háng. Đến Trạm dừng chân Olson khoảng 7:30 tối, gây ngạc nhiên cho Gunnar Kaasen, người nghĩ rằng Olsen có thể đã dừng lại để đợi cơn bão tan. | 25 mi (40 km)   |
|                   | Gunnar Kaasen            | Bluff tới Safety và Nome Chó dẫn đầu: Balto. Kaasen, bốn mươi hai tuổi, và nhóm 13 con chó của ông được gửi từ Nome đến Bluff để chờ đợi huyết thanh, trong khi Ed Rohn được gửi đến Pt. Safety. Với những cơn mưa tuyết dày đặc và lớp băng mỏng nguy hiểm, ông không thể nhìn thấy đường mòn và dựa vào Balto để dẫn đường chiếc xe trượt tuyết. Một tin nhắn được gửi đến làng Solomn, hướng dẫn Kaasen chờ cơn bão ở đó. Do cơn bão diễn ra nghiêm trọng, Kaasen đã bỏ lỡ ngôi làng khi Balto giữ họ chạy trên con đường mòn chính đi về phía nam. Băng qua đồng bằng Bonanza, chiếc xe trượt tuyết bị gió lật, khiến gói huyết thanh bị rơi. Sau khi tìm kiếm trong bóng tối bằng tay và đầu gối, Kaasen tìm thấy gói hàng và tiếp tục chuyến đi. Đến Safety vào khoảng sau 2 giờ sáng Chủ nhật. Một nài đua xe khác là Ed Rohn, người được cho là sẽ mang huyết thanh ở chặng cuối vào Nome, đang ngủ say, mong chờ Kaasen sẽ đứng lại để chờ đợi trận bão tuyết. Kaasen, lúc đó quyết định không đánh thức Rohn, bắt đầu chặng đường dài 21 dặm cuối cùng, đến Nome vào khoảng 5:30 sáng, với tổng thời gian là bảy tiếng rưỡi. | 53 mi (85 km)   |

## Các nguồn khác
- Page, Dorothy G. (1992). Polar Pilot. Danville, IL: Interstate Publishers. ISBN 0-8134-2936-6.

## Liên kết ngoại
- "Serum run, the rest of the story". iditarod.com. Iditarod Trail Sled Dog Race. Bản gốc lưu trữ ngày 27 tháng 11 năm 2016. Truy cập ngày 28 tháng 3 năm 2020. — from the official website of the Iditarod race organizers